# Orografie

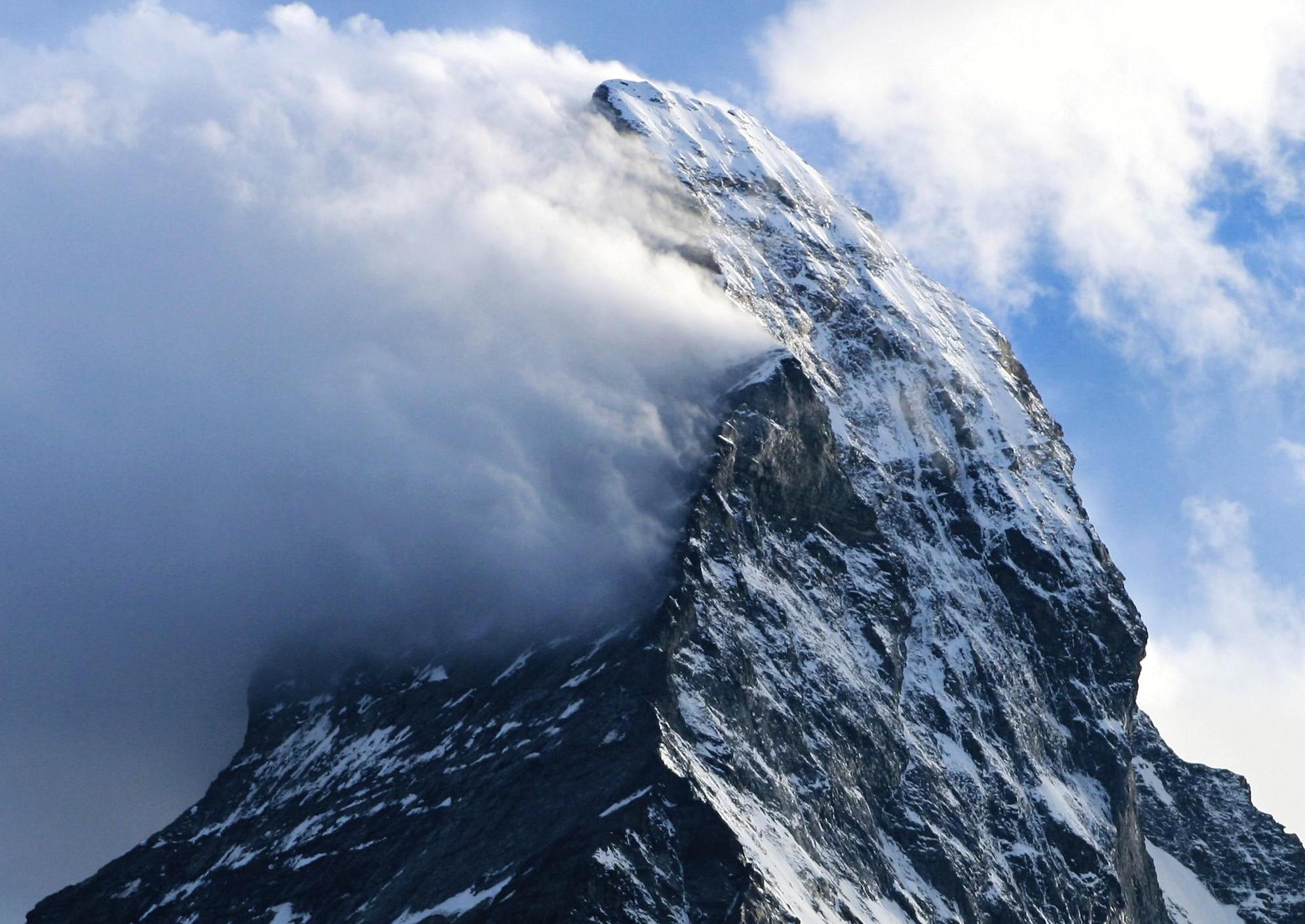
Orograficky vzniklé mraky na závětrné stěně Matterhornu

Proudění větru a tvorba vírů za orografickou překážkou

Orografie (z řečkého όρος hora a γραφία psát) je geografické odvětví zabývající se popisem tvarů zemského povrchu, především hor a pohoří. Je součástí geomorfologie.
Orografie – tedy konkrétní tvar terénních překážek – významně ovlivňuje proudění plynů a kapalin kolem těchto překážek. Má proto významný vliv zejména v meteorologii.

## Orografie v meteorologii
Velmi významné je tzv. orografické zesílení srážek, kdy při proudění přes hory zesilují výstupné proudy vzduchu, což při shodě dalších podmínek vyvolává větší srážky.
Z toho důvodu je nejdeštivějším místem v Čechách Bílý Potok v Jizerských horách s ročním průměrem 1 705 mm srážek, což je 2,5 násobek celorepublikového normálu. Na Moravě to pak je Lysá hora v Beskydech s 1 450 mm.
Toto orografické zesílení srážek může být – opět v kombinaci s dalšími nepříznivými faktory – jednou z příčin povodní. Problémem je i to, že současné meteorologické radary mohou úhrnné množství takto vzniklých srážek výrazně podcenit.